# Phong Trấn
Phong Trấn (tiếng Trung: 丰镇; bính âm: Fēngzhèn) là một thành phố cấp huyện của địa cấp thị Ulanqab (Ô Lan Sát Bố), khu tự trị Nội Mông Cổ, Trung Quốc. Quốc lộ 208 chạy qua địa bàn thành phố.

### Nhai đạo
- Tân Thành Khu (新城区街道)
- Cựu Thành Khu (旧城区街道)
- Bắc Thành Khu (北城区街道)
- Công nghiệp Khu (工业区街道)
- Nam Thành Khu (南城区街道)

### Trấn
- Hắc Thổ Đài (黑土台镇)
- Long Thịnh Trang (隆盛庄镇)
- Cự Bảo Trang (巨宝庄镇)
- Hồng Sa Bá (红砂坝镇)
- Tam Nghĩa Tuyền (三义泉镇)

### Hương
- Hồn Nguyên Diêu (浑源窑乡)
- Quan Đồn Bảo (官屯堡乡)